# Luis Carlos Meyer
Luis Carlos Meyer (Barranquilla, 21 de septiembre de 1916-Nueva York, 7 de noviembre de 1998) fue un cantante colombiano de ritmos de la Costa Caribe como porro y cumbia.

## Primeros años
Su nombre de nacimiento era Luis Mateo Meyer Castandet, hijo de Julia Castandet, de Martinica, y de Isaac Meyer, de Trinidad y Tobago.

## Carrera musical
Sus primeras actuaciones como cantante se produjeron a mediados de la década de 1930 en Emisora Atlántico de Barranquilla. A principios de los años 1940, llevó el porro y la cumbia a Bogotá, donde vivió por 15 años. Hizo sus primeras grabaciones después de la Segunda Guerra Mundial: Poquitico poquitico, Se va el caimán, Ingrata mujer, Vivan los novios y Santa Marta. A fines de la década de 1940 se presenta en Panamá, regresa a Barranquilla y viaja a Centroamérica. En 1943 se radicó en México, donde se le considera el introductor de la cumbia colombiana que dio origen a la cumbia mexicana. En el país azteca grabó para RCA Victor con la orquesta de Rafael de Paz, y participa en películas del cine mexicano. La Sonora Matancera grabó por primera vez su canción Micaela en 1944. Para esa época se escuchan en América Latina sus máximos éxitos: Micaela, La puerca, El hijo de mi mujer, El gallo tuerto, La cumbia cienaguera, La historia, La vallenata y otras.
A partir de 1958 residió en Estados Unidos y Canadá, donde vivió hasta 1969, año en que retornó a Nueva York. Entre 1988 y 1992 vivió y probó suerte en Los Ángeles; se radicó definitivamente en Nueva York en 1992.

## Últimos años
Meyer trató de regresar a Barranquilla en 1998, donde recibió un homenaje en el teatro Amira de la Rosa y le fueron impuestas la Cruz de Boyacá y la Gran Orden del Ministerio de Cultura. Su intención era quedarse en su tierra natal, pero debió volver al ancianato Laconia Nursing Home de Nueva York para no perder los derechos de que gozaba ante la demora y la negativa del Seguro Social para encontrar una fórmula para aceptarlo en sus condiciones de salud (el gobierno colombiano no se comprometió a repatriarlo debido a su estado de salud). Murió de un cáncer renal que le había invadido los huesos en el hospital Nuestra Señora de la Misericordia de Nueva York el 7 de noviembre de 1998.